# Jakub Nowak (siatkarz)
Jakub Nowak (ur. 11 czerwca 2005) – polski siatkarz, grający na pozycji środkowego. 
Pochodzi z niewielkiej wsi spod Tomaszowa Mazowieckiego. Gdy 5 lat zmarł jego ojciec. Ma siostrę. Dzięki ojczymowi Pawłowi i swojej mamie zaczął grać w siatkówkę.
Pod koniec marca 2025 roku dostał powołanie do szerokiej kadry seniorskiej reprezentacji Polski od trenera Nikoli Grbicia.
W sezonie PLS 1. Ligi (2024/2025) został najlepszych blokującym. W całym rozegranym sezonie zdobył 103 punkty blokiem.
Podczas Gali Polskiej Ligi Siatkówki 2025 został wybrany MVP PLS 1. Ligi sezonu 2024/2025.
30 maja 2025 roku zadebiutował w kadrze narodowej Polski w turnieju towarzyskim Silesia Cup w meczu z reprezentacją Bułgarii.

## Sukcesy klubowe

### młodzieżowe
Mistrzostwa Polski Kadetów:
- 2021[12]

Mistrzostwa Polski Juniorów:
- 2023[13]

## Sukcesy reprezentacyjne
Mistrzostwa Europy do lat 17:
- 2021[14]

Mistrzostwa Europy do lat 22:
- 2024[15]

Liga Narodów:
- 2025[16]

## Udział siatkarza w pozostałych międzynarodowych turniejach w reprezentacji Polski
Mistrzostwa Europy Kadetów:
- 8. miejsce 2022[17]

Mistrzostwa Europy Juniorów:
- 8. miejsce 2024[18]

## Nagrody indywidualne
- 2021: Najlepszy środkowy Mistrzostw Polski Kadetów[19]
- 2021: Najlepszy środkowy Mistrzostw Europy U-17[20]
- 2023: Najlepszy blokujący Mistrzostw Polski Juniorów[21]